# Hans-Henning von Fölkersamb
Hans-Henning Baron von Fölkersamb (* 25. November 1889 in Metz; † 5. Januar 1984 in Tutzing) war ein deutscher Generalmajor im Zweiten Weltkrieg.

## Leben
Fölkersamb begann seine Offizierslaufbahn 1909 als Leutnant im 10. Lothringischen Infanterie-Regiment Nr. 174 der Preußischen Armee in Metz. November 1913 wurde er in das 6. Badische Infanterie-Regiment „Kaiser Friedrich III.“ Nr. 114 versetzt, dem er beim Ausbruch des Ersten Weltkrieges angehörte.

### Erster Weltkrieg
Als Bataillonsadjutant wurde Fölkersamb im Oktober 1914 zum ersten Mal verwundet. Nach Genesung wurde er im Dezember 1914 Kompanieführer im Ausbildungsbataillon seines Regiments in Konstanz und kehrte Mitte Februar 1915 in dieser Eigenschaft an die Front zurück. Nach abermaliger Verwundung im Mai 1915 wurde er im Juni 1915 zum Oberleutnant befördert. Nach fünf Monaten Verwendung als Adjutant des Ausbildungsbataillon der 28. Reserve-Division wechselte er im Juli 1916 zur Militär-Eisenbahn-Direktion 6 in Brest-Litowsk. Zum November 1916 wechselte Fölkersamb zur Militär-Eisenbahn-Direktion 1 in Lille. In der ersten Jahreshälfte 1917 war er beim Oberkommando in der Eisenbahnabteilung Süd-Ost tätig, bevor er zur österreichischen Heeresgruppe Böhm-Ermolli kommandiert wurde. Nach einer Inspektionsreise in die Türkei wurde er im April 1918 Berater im Stab von August von Mackensen, Militärgouverneur von Rumänien mit Sitz in Bukarest. Im Juni 1918 zum Hauptmann befördert, erkrankte er dort schwer. Nach seiner Genesung wurde er zum September 1918 als deutscher Offizier zum k.u.k. Eisenbahnkommando kommandiert und kehrte Mitte November 1918 als bevollmächtigter Generalstabsoffizier zu Mackensen.

### Die Zeit zwischen den beiden Weltkriegen
Zum Ende des Jahres 1918 kam Fölkersamb nach Deutschland und wurde, nachdem er zunächst zur Disposition gestellt worden war, Ende Januar 1919 Bataillonskommandeur in seinem Stammregiment, bevor er Ende Mai 1919 in den Ruhestand versetzt wurde.
Ende 1934 trat er als Hauptmann in den Dienst der Reichswehr ein und wurde Dritter Generalstabsoffizier beim Höheren Luftamt Münster und nach Gründung der Wehrmacht Zweiter Nachrichtenoffizier im Luftkreiskommando IV in Münster. August 1935 wurde er zum Major befördert. Nachdem er April 1938 zum Dritten Generalstabsoffizier des Luftgaukommandos VI in Münster ernannt worden war, wurde er April 1939 zum Oberstleutnant befördert.

### Zweiter Weltkrieg
Bei Ausbruch des Krieges verblieb Fölkersamb zunächst in seiner bisherigen Funktion. Zum Oberst befördert war er von Dezember 1941 bis November 1942 Dritter Generalstabsoffizier im Luftgaukommando II. Von November 1942 bis Ende Mai 1944 war er Chef der Gruppe Wehrbetreuung für die Abschnitte Norwegen, Kampfgebiet West, Nordafrika und Ostfront im Reichsluftfahrtministerium. Am 1. April 1944 wurde er zum Generalmajor befördert. Am 1. Juni 1944 erfolgte seine Ernennung zum Chef der personellen Rüstung und des NS-Führungsstabs der Luftwaffe. Am 20. November 1944 wurde er krankheitsbedingt in die Führerreserve des Oberkommando der Luftwaffe versetzt und am 30. April 1945 in den Ruhestand versetzt. Am 7. Mai geriet er in Kriegsgefangenschaft und wurde noch am selben Tag entlassen.

### Nachkriegszeit
1953 berief die Johanniter-Unfall-Hilfe Fölkersamb zum ersten ehrenamtlichen Landesbeauftragten des Bezirks Nordrhein. 1964 übergab er das Amt an Peter Graf zu Bentheim-Tecklenburg-Rheda. 1977 verlieh ihm das Corps Borussia Bonn die Corpsschleife. Er lebte zuletzt in Hoffnungsthal (Rösrath).